# IC 700
IC 700 — галактика типу Sa (спіральна галактика) у сузір'ї Лев.
Цей об'єкт міститься в оригінальній редакції індексного каталогу.